# 시리베시 종합진흥국

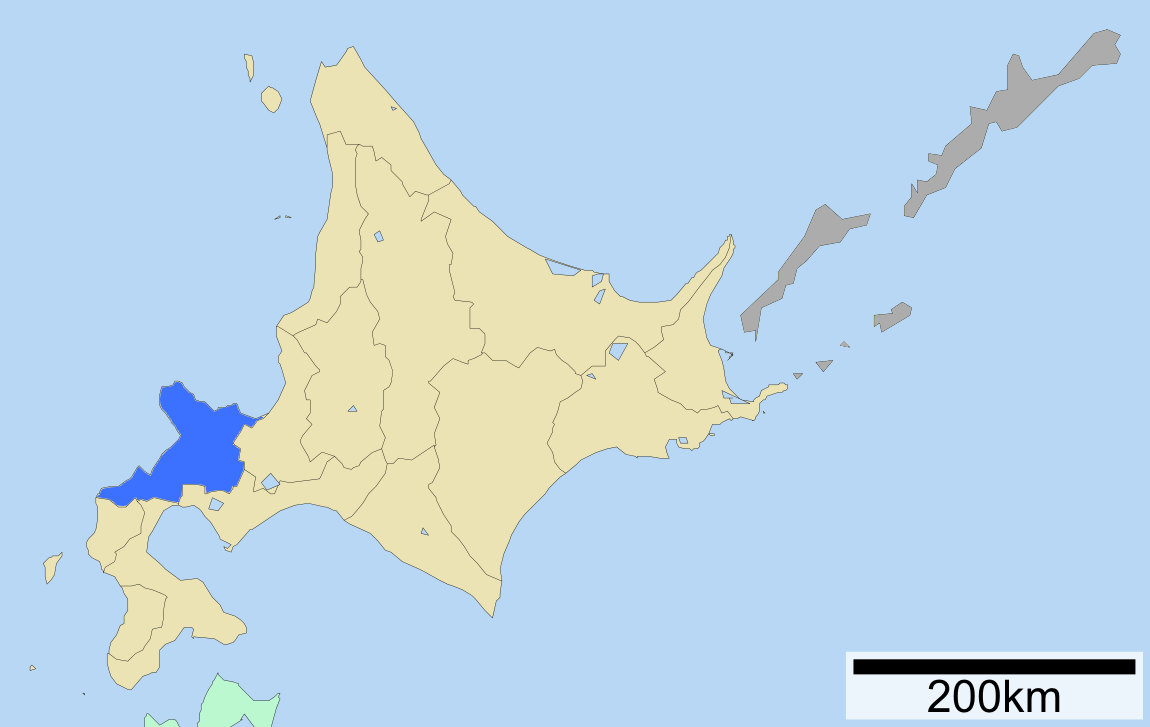

시리베시 종합진흥국(일본어: 後志総合振興局 시리베시고신코쿄쿠[*])은 2010년 4월 1일에 홋카이도의 시리베시 지청 대신 설치된 종합 진흥국이다. 진흥국 소재지는 아부타군 굿찬정이다.

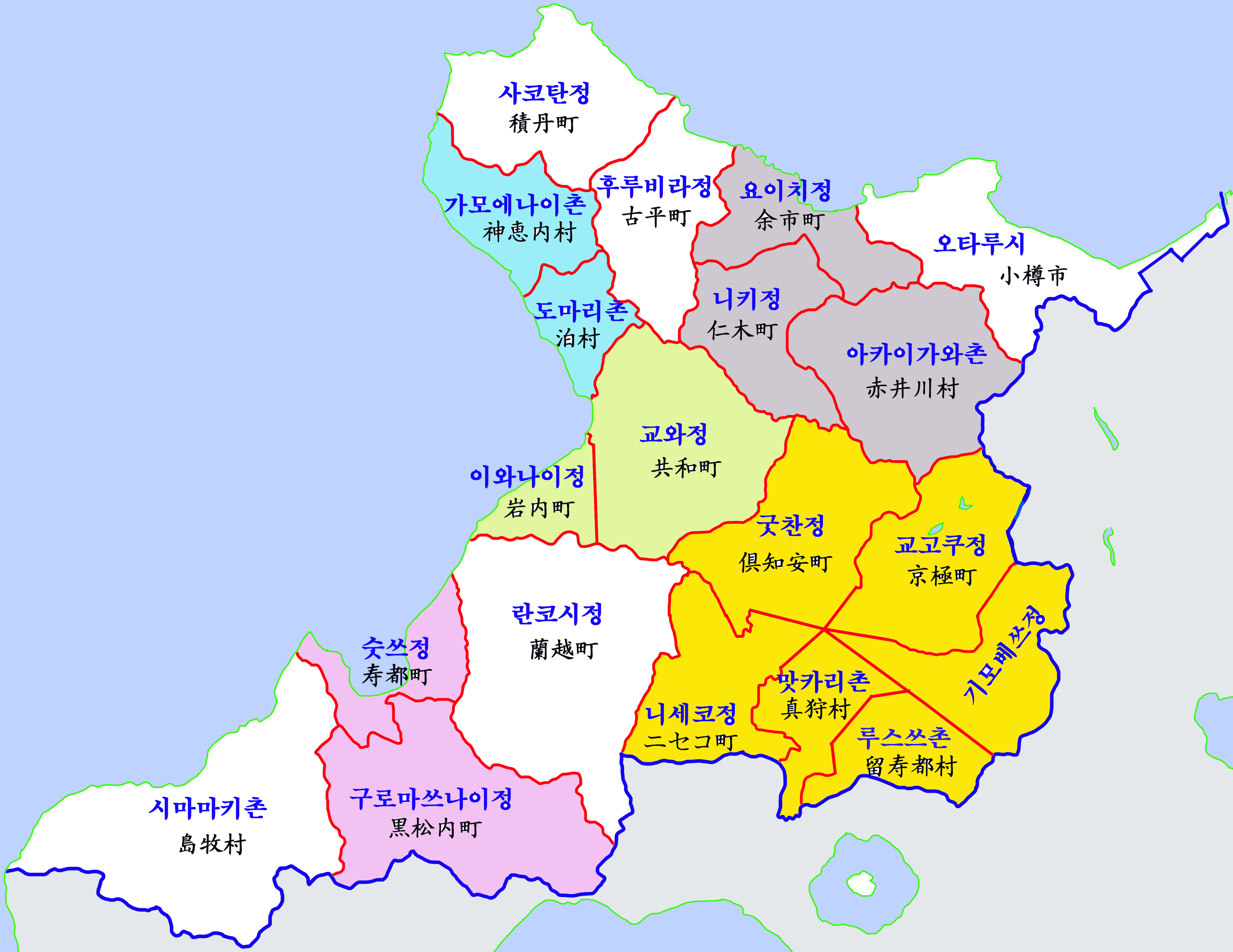

## 행정구역
- 오타루시(小樽市)
- 시마마키군
  - 시마마키촌(島牧村)
- 슷쓰군
  - 슷쓰정(寿都町)) - 구로마쓰나이정(黒松内町)
- 이소야군
  - 란코시정(蘭越町)
- 아부타군
  - 니세코정(ニセコ町) - 기모베쓰정(喜茂別町) - 교고쿠정(京極町) - 굿찬정(倶知安町) - 맛카리촌(真狩村) - 루스쓰촌(留寿都村)
- 이와나이군
  - 교와정(共和町) - 이와나이정(岩内町)
- 후루우군
  - 도마리촌(泊村) - 가모에나이촌(神恵内村)
- 샤코탄군
  - 샤코탄정(積丹町)
- 후루비라군
  - 후루비라정(古平町)
- 요이치군
  - 니키정(仁木町) - 요이치정(余市町) - 아카이가와촌(赤井川村)